# Политика на Обединените арабски емирства
Обединените арабски емирства е федерация на абсолютните наследствени монархии. Тя се управлява от Висшия федерален съвет и се състои от седем емири на Абу Даби, Аджман, Фуджейра, Шаржа, Дубай, Рас ал-Хайм и Ум ал-кайван. Всички отговорности не предоставени на националното правителство са запазени за емирствата. A процент от приходите от всяко емирство се разпределят на централния бюджет на ОАЕ.
Въпреки че са избрани от Висшия съвет, президента и министър-председателя по същество са наследствени. Емирът на Абу Даби заема председателството, а емира на Дубай е министър-председател. Всички, освен един премиер служи едновременно и като вицепрезидент. Шейх Зайед бин Султан Ал Нахян е президент на ОАЕ от основаването на нацията до смъртта си на 2 ноември 2004 година. На следващия ден Върховния федерален съвет, избран синът му, шейх Халифа бин Зайед Ал Нахян, на този пост. Коронования принц на Абу Даби, Мохамед бин Зайед Ал Нахян, е пряк наследник.
Съветът се състои от 40 членове, произхождащи от всички емирства. Половината са назначени от владетелите на съставните емирства, а другата половина са непряко избрани да служат двугодишен мандат. Въпреки това, съветът е ограничен до голяма степен с консултативна роля. През декември 2008 г. Върховният съвет одобри изменения в конституцията, така че да се даде възможност за подобряване на прозрачността и отчетността на правителството.

## Закони
Конституцията на Обединените арабски емирства придава равенство, свобода, върховенство на закона, презумпция за невинност в съдебни процедури, неприкосновеност на жилището, свобода на придвижване, свобода на мнение и на словото, свободата на комуникация, свободата на вероизповедание, свободата на сдружаване, свободата на професия, и други, върху всички граждани, в рамките на закона.
Конституционно независимата съдебна система включва Федералния върховен съд. Въпреки това, Дубай и Рас ал-Хайм, не са част от федералната съдебна система. Всички емирства имат свои светска и ислямския закон за граждански, наказателни, и върховните съдилища.
Съдебната система се състои от шириатските съдилища и гражданските съдилища. Законът за личния статут, който се основава на шириата и е влязъл в сила през 2005 г., урежда въпроси като брак, развод и попечителство над дете. По наказателни дела показанията на жената е на стойност половината от тази на един мъж пред съд. Шириатските съдилища имат изключителна компетентност да разглежда семейните спорове, включително въпроси, свързани с развод, наследство, задържане на дете, малтретиране на деца и настойничеството на малолетни и непълнолетни. Шириатските съдилища могат, само на федерално ниво, също така да разглеждат жалби на някои наказателни дела, включително изнасилване, грабеж, шофиране под влиянието на алкохол и свързаните с него престъпления. Хомосексуалните отношения са незаконни.
По време на месеца на Рамадан, между изгрев и залез слънце, е незаконно публично да се яде, пие (дори вода), или пуши. Изключения се правят за бременни или кърмещи жени, както и деца. Това се отнася за не-мюсюлмани, както и мюсюлмани, и неспазването може да доведе до арест.
Върховният съд постановява, че побоя над съпругата не е незаконен, стига той да не оставя физически следи върху жертвата.

## Международни отношения
ОАЕ са либерално настроени към чуждестранно сътрудничество, инвестиции и модернизация. Това играе важна роля в ОПЕК и на ООН, и е един отоснователите на Съвета за сътрудничество в Персийския залив.
Емирствата отдавна поддържат близки отношения с Египет и остават най-високия инвеститор в страната, сред останалата част от арабския свят. Пакистан е бил първият, официално признал ОАЕ при неговото създаване и продължава да бъде един от основните икономически и търговските партньори, с около 400 000 емигранти, които получават работа в ОАЕ.
Търговията между Арабския полуостров и Индийския субконтинент, заедно с поделената британската история през вековете са създали тесни политически, икономически и културни връзки между ОАЕ и Индия. Най-многото емигранти в Емирствата са индийските. След британското оттегляне от ОАЕ през 1971 г. и създаването на ОАЕ като новосформирана държава, ОАЕ оспорва правата на редица острови в Персийския залив срещу Иран. ОАЕ отива толкова далеч, че да отнеся въпроса към Организацията на обединените нации, но случаят е бил прекратен.
В спора си със САЩ и Израел, Иран многократно заплаши да затвори протока, при устието на Персийския залив. Ето защо, през юли 2012 г., в ОАЕ започна да функционира ключов петролопровод на сушата, който заобикаля пролива Ормуз, за да се смекчат последствията от иранско изключване.
Великобритания и Германия са най-големите пазари за износ на ОАЕ и двустранните отношения отдавна са близки, тъй като голям брой от техните граждани пребивават в ОАЕ.
Дипломатическите отношения между ОАЕ и Япония са установени отдавна. Двете страни са се радвали на приятелски връзки и взаимни търговски отношения. Износът от ОАЕ в Япония включват суров нефт и природен газ. Вносът от Япония в ОАЕ включват автомобили и електрически елементи.
ОАЕ е с основен принос за спешна помощ в регионите, засегнати от конфликти и природни бедствия в развиващите се страни.

## Политически разделения
Обединените арабски емирства са разделени на седем емирства. Дубай е най-населеното емирство с 35,6% от населението на ОАЕ. Емирство Абу Даби има 31,2%, което означава, че над две трети от населението на ОАЕ живеят или в Абу Даби, или в Дубай.
Абу Даби е с площ от 67 340 кв. км (26 000 кв. мили), което е 86,7% от общата площ на страната, с изключение на островите. Има излаз за удължаване с повече от 400 км(249 мили) и е разделен за административни цели в три основни области. Емирство Дубай се простира по протежение на крайбрежието на ОАЕ и Персийския залив в продължение на около 72 km (45 мили). Дубай е с площ от 3885 кв. км (1500 кв. мили), което се равнява на 5% от общата площ на страната, с изключение на островите. Емирство Шарджа се простира по протежение приблизително 16 км (10 мили) от Персийския залив. Северните емирства, които включват Фуджейра, Аджман, Рас ал-Хайм, и Ум ал-кайван са с обща площ от 3881 кв. км. Има две зони под общ контрол. Една от тях е контролирано съвместно от Оман и Ажман, а другият от Шаржа и Фуджейра.